# Harpalus celox
Harpalus celox är en skalbaggsart som beskrevs av Thomas Casey. Harpalus celox ingår i släktet Harpalus och familjen jordlöpare. Inga underarter finns listade i Catalogue of Life.